# (10908) Kallestroetzel
(10908) Kallestroetzel est un astéroïde de la ceinture principale.

## Description
(10908) Kallestroetzel est un astéroïde de la ceinture principale. Il fut découvert le 7 décembre 1997 à Caussols par le projet ODAS. Il présente une orbite caractérisée par un demi-grand axe de 3,04 UA, une excentricité de 0,19 et une inclinaison de 3,6° par rapport à l'écliptique.

## Compléments